# 小刺足蛛
小刺足蛛（学名：Phrurolithus mininus）为光盔蛛科刺足蛛属的动物。在中国大陆，分布于山西、河北等地，一般生活于草丛以及落叶层。